# 克雷格·康塞爾
克雷格·約翰·康塞爾（英語：Craig John Counsell，1970年8月21日—），大聯盟選手，現已退役。退役後康塞爾曾長期擔任釀酒人隊總教練，現在於芝加哥小熊擔任總教練一職。
康塞爾向來被認為是守優於攻的球員，不過他在季後賽的多次關鍵演出令人印象深刻，尤以1997年世界大賽和2001年國聯冠軍系列賽為最，他獲得後者的系列賽最有價值球員（MVP）的肯定。此外，他舉棒過頭的打擊準備姿勢亦相當具有記憶點。

## 生平

### 早年
康塞爾出生於印第安纳州南本德，在威斯康辛州白魚灣成長，高中時期開始接觸棒球活動。他的父親約翰·康塞爾（John Counsell）服務於釀酒人球團，擔任發言和公關部門的負責人。大學時期，康塞爾就讀於聖母大學，持續棒球運動。在大學校隊，他留下打擊率.306、得分204分、打點166的成績。1992年，康塞爾自聖母大學畢業。

### 選手生涯
科羅拉多落磯在1992年選秀第11輪選中康塞爾，他於1995年9月17日首次登上大聯盟賽場，當季他僅短暫為洛磯出賽三場，之後未再回到大聯盟。1997年7月，康塞爾被交易至國聯新銳隊伍佛羅里達馬林魚，立刻站穩二壘先發位置。1997年世界大賽第7戰，康塞爾在第9局以犧牲打幫助球隊追平比數，而後在第11局替球隊跑回致勝一分，成軍才第五年的馬林魚成為史上最快奪冠（也是最快殺進世界大賽）的隊伍，康塞爾也獲得個人第一枚冠軍戒指。
馬林魚在奪冠後進行大規模的清倉拍賣，於是1999年6月，康塞爾被交易至洛杉磯道奇，但在翌年春訓時遭到釋出，康塞爾轉而與另一支新成立的球隊亞利桑那響尾蛇簽約。2001年國家聯盟冠軍賽，他有21打數8安打的表現，榮膺系列賽最有價值球員。在當年的世界大賽第7戰，9局下半兩隊2比2平手，康塞爾在1人出局二三壘有人時上場打擊，再次獲得關鍵一擊的機會。不過這次他被马里安诺·李维拉的觸身球擊中，最後在一壘上目送路易斯·岡薩雷茲打下冠軍的致勝一擊。這次響尾蛇在成軍第四年就打進世界大賽並且奪冠了，刷新了先前馬林魚的紀錄。這兩次世界大賽有許多相似的地方：這是目前最近兩次以第七戰的再見安打結束的世界大賽，而且這兩支安打的瞬間康塞爾都在壘上。
2003年季後，響尾蛇開始清倉拍賣，康塞爾被交易至密爾瓦基釀酒人。釀酒人時期的康塞爾主要擔任游擊守備。2004年季後，他再次重返亞利桑那。

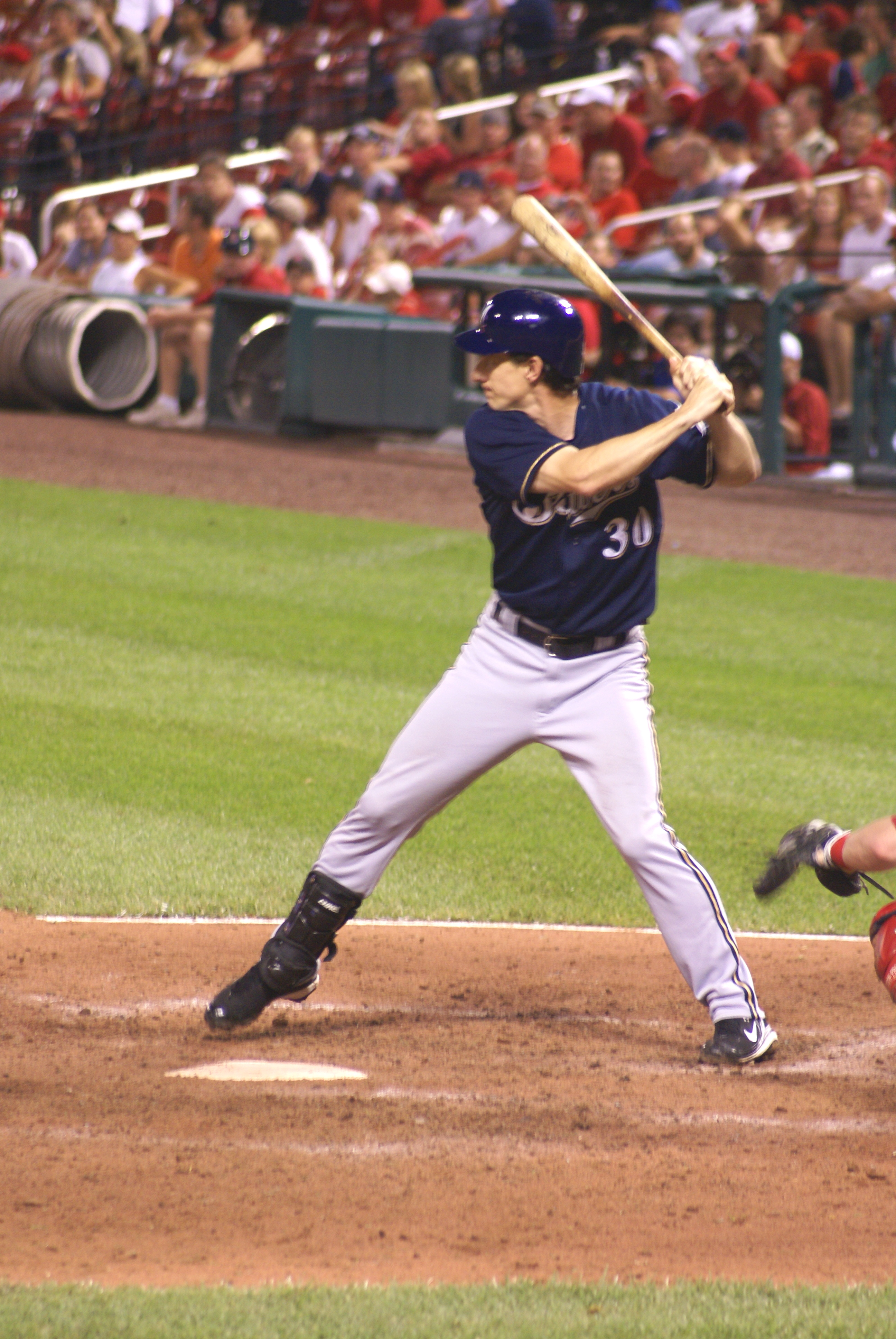
著釀酒人制服打擊的康塞爾

2007年球季，康塞爾再一次離開亞利桑那，並選擇與釀酒人再續前緣，並轉型成為內野工具人角色。2008年8月16日，達成生涯千安。到了2011年球季，康塞爾是國聯第4年長的資深球員（40歲），卻有一項傲人的紀錄：在現役球員中，其.991守備率是二壘位置次高者。
2012年季前，康塞爾宣布卸下球員身分，加入釀酒人球團運作。

### 執教
退役後的康塞爾，自釀酒人總教練Doug Melvin的特別助理起步。2014年球季，他曾在釀酒人主場擔任球賽講評工作。2015年5月3日，時任釀酒人總教練羅恩·羅尼克遭開除，康塞爾於翌日受命為新任總教練，與球團達成了三年合約的協議。
康塞爾接任時，釀酒人仍在重建階段，前兩年戰績僅有61勝、73勝。2017年的釀酒人打出驚奇之旅，戰績（86勝）爬升至國聯中區第2位，惜未晉級。該年康塞爾在國聯最佳教練票選中列名第4。
2018年，釀酒人在康塞爾的帶領下再創高峰，先以95勝的成績追平芝加哥小熊，而後在加賽的第163場比賽，以比數3:1力挫小熊，贏得國聯中區首位。之後他們在分區系列賽橫掃洛磯，聯盟冠軍賽則負於道奇（3勝4負）。在當年的國聯最佳票選中，康塞爾的名次進步至第2。不過自從這一年之後，釀酒人在季後賽的表現就一直沒有起色，但以他們末段班的團隊薪水來說仍然是很好的成績。2022年6月15日，在戰勝紐約大都會的比賽中，康塞爾超越菲爾·加納的563場勝利，成為釀酒人隊隊史拿下最多勝利的總教練。釀酒人在康塞爾的治理下，以堅實的投手戰力和守備在國聯中區立足，他喜歡使用六人先發輪值，加上大量牛棚保護，使得投手能夠長期維持壓制力，但也因此他很難在球隊名單中再塞進一些可用的代打或DH火力，加上高層不願意花錢買明星野手，所以在他任內，釀酒人僅有2022年賽季的團隊OPS+高過聯盟平均（有趣的是這一年釀酒人反而還打不進季後賽）。
2023年，釀酒人在國中封王之後又一次在季後賽一輪打包，而康塞爾今年年底合約到期。最終11月6日由同區球隊芝加哥小熊開出MLB最高價（據稱5年超過4000萬美元）的高薪成功延攬康塞爾。

#### 教練成績
| 球隊           | 球季       | 球季 | 球季 | 球季 | 球季 | 球季        | 季後賽 | 季後賽 | 季後賽 | 季後賽                   |
| 球隊           | 球季       | 應賽 | 勝   | 負   | 勝率 | 分區排位    | 勝     | 負     | 勝率   | 晉級                     |
| -------------- | ---------- | ---- | ---- | ---- | ---- | ----------- | ------ | ------ | ------ | ------------------------ |
| 密爾瓦基釀酒人 | 2015年     | 137  | 61   | 76   | .445 | 國聯中區第4 | –      | –      | –      |                          |
| 密爾瓦基釀酒人 | 2016年     | 162  | 73   | 89   | .451 | 國聯中區第4 | –      | –      | –      |                          |
| 密爾瓦基釀酒人 | 2017年     | 162  | 86   | 76   | .531 | 國聯中區第2 | –      | –      | –      |                          |
| 密爾瓦基釀酒人 | 2018年     | 163  | 96   | 67   | .589 | 國聯中區第1 | 6      | 4      | .600   | 國聯冠軍賽（負於道奇）   |
| 密爾瓦基釀酒人 | 2019年     | 162  | 89   | 73   | .549 | 國聯中區第2 | 0      | 1      | .000   | 國聯外卡戰（負於國民）   |
| 密爾瓦基釀酒人 | 2020年     | 60   | 29   | 31   | .483 | 國聯中區第3 | 0      | 2      | .000   | 國聯外卡戰（負於道奇）   |
| 密爾瓦基釀酒人 | 2021年     | 162  | 95   | 67   | .586 | 國聯中區第1 | 1      | 3      | .250   | 國聯分區賽（負於勇士）   |
| 密爾瓦基釀酒人 | 2022年     | 162  | 86   | 76   | .531 | 國聯中區第2 | –      | –      | –      |                          |
| 密爾瓦基釀酒人 | 2023年     | 162  | 92   | 70   | .568 | 國聯中區第1 | 0      | 2      | .000   | 國聯外卡戰（負於響尾蛇） |
| 釀酒人總計     | 釀酒人總計 | 1332 | 707  | 625  | .531 |             | 7      | 12     | .368   |                          |
| 芝加哥小熊     | 2024年     | 162  | 83   | 79   | .512 | 國聯中區第2 | –      | –      | –      |                          |
| 小熊總計       | 小熊總計   | 162  | 83   | 79   | .512 |             | 0      | 0      | –      |                          |
| 總計           | 總計       | 1494 | 790  | 704  | .529 |             | 7      | 12     | .368   |                          |

## 評價

### 打擊
康塞爾的生涯大多守優於攻，他曾有連續45個打數未擊出安打的貧打演出（2011年6月11日至8月3日），平大聯盟歷史最多紀錄。

### 防守
根據SAFE（Spatial Aggregate Fielding Evaluation）的評價，在2002年至2008年期間，康塞爾在二壘、三壘的防守能力皆是大聯盟最佳，分別能在該位置守下10.18分、5.86分。

## 軼事
- 2010年，康塞爾被選為美國運動界「最聰明選手」第13位[20]。

## 個人生活
康賽爾與妻子蜜雪兒（Michelle）育有四名子女，一家人居於威州白魚灣。

## 外部連結
- 球員資訊和成績在MLB ，ESPN ，Retrosheet ，Baseball Reference ，Baseball Reference (Minors) ，Fangraphs ，The Baseball Cube （英文）